# 4th of July, Asbury Park (Sandy)
"4th of July, Asbury Park (Sandy)", a menudo conocida simplemente como "Sandy", es una canción de 1973 de Bruce Springsteen, que apareció originalmente como el segundo tema de su álbum The Wild, the Innocent & the E Street Shuffle. Se publicó como sencillo del álbum en Alemania.
Una de las más conocidas y elogiadas de sus primeros trabajos, sigue siendo una de sus baladas más populares y ha sido descrita como "el estudio musical perfecto de la cultura de Jersey Shore".

## Temática y grabación
Ambientada, como sugiere el título, en el 4 de julio en Asbury Park, Nueva Jersey, la canción es una power ballad, dedicada a una mujer llamada Sandy. El escritor Ariel Swartley considera que los versos de la canción describen al narrador como una especie de "perdedor adolescente... [que está] arruinando sus oportunidades con la chica: no puede evitar hablarnos sobre sus humillaciones, las chicas que lo engañaron, la camarera que se cansó de él". Sin embargo, Swartley observa que los estribillos son cálidos y retratan una atmósfera romántica.
La influencia de Van Morrison se puede escuchar en esta canción, ya que "4th of July, Asbury Park (Sandy)" es muy parecida a su romantización de Belfast en canciones como "Cyprus Avenue" y "Madame George" del álbum de 1968, Astral Weeks. El escritor de Los Angeles Times Robert Hilburn escribió más tarde que Springsteen "susurra los versos como si estuviera cantando al oído a su novia".
Durante la grabación, Springsteen quería que un coro de niños cantara en ella, pero estos no se presentaron a la sesión. En su lugar, grabó la voz alta y clara de Suki Lahav, sobregrabándola repetidamente, para dar un efecto de coro. Lahav, la esposa del ingeniero de sonido de Springsteen en ese momento, no sería acreditada por su papel, pero más tarde se uniría a la E Street Band durante seis meses como violinista y cantante.